# Domani Motus Liberi
DOMANI - Motus Liberi (DML) è un partito politico sammarinese, ufficialmente costituito il 28 aprile 2018.

## Storia

### Le origini
Il primo gruppo di persone, che ha successivamente portato alla costituzione di DOMANI - Motus Liberi, inizia a svolgere la propria attività nell’anno 2016 e nasce in un momento difficile per la Repubblica di San Marino, caratterizzato dalla crisi della politica tradizionale che ha portato a numerosi scandali politici e finanziari del secondo decennio del XXI secolo e che hanno portato alla costituzione di una Commissione parlamentare d’inchiesta sul sistema bancario sammarinese.
Il partito è stato costituito il 28 aprile 2018 dai seguenti soci fondatori: Carlotta Andruccioli, Simone Casadei, Lorenzo Forcellini Reffi, Daniela Marchetti, Elia Moroni, Samuele Pelliccioni, Fabio Righi e Gaetano Troina.
Le prime elezioni cui D-ML si è presentato con una propria lista di candidati sono state quelle dell’8 dicembre 2019.

### Le elezioni politiche del 2019: D-ML partito di maggioranza e di Governo
Alle elezioni politiche del 2019, per la XXX^ Legislatura, DML si è presentato per la prima volta ed ha ottenuto una percentuale di consensi pari al 6,19%, superando la soglia di sbarramento, con 1.112 preferenze. A seguito del mandato esplorativo affidato dai Capitani Reggenti, si è formata una maggioranza composta dalle liste del Partito Democratico Cristiano Sammarinese (PDCS), del Movimento RETE, di DOMANI - Motus Liberi, di Noi per la Repubblica (NPR): DML ha conseguentemente ottenuto 4 seggi su 60 in Consiglio Grande e Generale e la titolarità della Segreteria di Stato all’Industria, Artigianato e Commercio, con le deleghe alla Semplificazione Normativa ed alla Ricerca Tecnologica. Componenti del Gruppo Consiliare di DML sono stati Carlotta Andruccioli, Michela Pelliccioni, Gaetano Troina e Mirko Dolcini, che ha ricoperto anche il ruolo di Presidente del Gruppo Consiliare.

### Sede e prime cariche del partito
A seguito delle elezioni politiche del 2019, l’Assemblea di D-ML ha eletto Lorenzo Forcellini Reffi quale nuovo Presidente del partito ed il Coordinamento Centrale ha eletto, al suo interno, le seguenti cariche: Gaetano Troina quale Segretario Generale, Daniele Cherubini quale Incaricato alle Comunicazioni, Elisa Zafferani quale Incaricato ai Rapporti Internazionali, Daniela Marchetti quale Tesoriere.
In data 29 settembre 2020 è stata ufficialmente inaugurata la sede del partito, sita a Borgo Maggiore in Via Luigi Cibrario n. 25.

### I Capitani Reggenti espressi da D-ML nella XXX^ Legislatura
Il 1º ottobre 2020 Mirko Dolcini è risultato eletto quale Capitano Reggente per il semestre 1º ottobre 2020 - 1º aprile 2021, unitamente ad Alessandro Cardelli. In sostituzione di Mirko Dolcini, per il semestre reggenziale, il ruolo di Presidente del Gruppo Consiliare di DML è stato ricoperto da Gaetano Troina.
Il 1º ottobre 2023 Gaetano Troina è risultato eletto quale Capitano Reggente per il semestre 1º ottobre 2023 - 1º aprile 2024, unitamente a Filippo Tamagnini.

### La prima Assemblea Congressuale di D-ML e incarichi attuali
Nelle giornate del 10 e 11 giugno 2022 si è tenuta la prima Assemblea Congressuale del Partito. 
A conclusione dei lavori, l’Assemblea Congressuale ha confermato Lorenzo Forcellini Reffi quale Presidente del Partito e pubblicato gli atti dei lavori, inclusa la relativa mozione finale.
In data 2 luglio 2022 il Coordinamento Centrale ha eletto, al suo interno, le seguenti cariche: Carlotta Andruccioli quale Segretario Generale, Gaetano Troina quale Direttore dell'Ufficio Stampa, Elisa Zafferani quale Responsabile dei Rapporti Internazionali e Daniela Marchetti quale Tesoriere.

### Le elezioni politiche del 2024: D-ML partito di opposizione
Alle elezioni politiche del 2024, per la XXXI^ Legislatura, D-ML ha ottenuto una percentuale di consensi pari all'8,47%, ottenendo un ulteriore quinto seggio e consolidando la propria presenza in Consiglio Grande e Generale a fronte delle ottenute 1.540 preferenze. 
A seguito del mandato esplorativo affidato dai Capitani Reggenti, si è formata una maggioranza composta dalle liste del Partito Democratico Cristiano Sammarinese (PDCS) in coalizione con la lista di Alleanza Riformista, di Libera San Marino e del Partito dei Socialisti e dei Democratici (PSD). 
Componenti del Gruppo Consiliare di DML sono Carlotta Andruccioli, Michela Pelliccioni, Gaetano Troina, Mirko Dolcini e Fabio Righi, che ricopre anche il ruolo di Presidente.
Negli ultimi mesi del 2024 D-ML ha formalizzato la propria candidatura quale Global Partner del Partito dei Conservatori e dei Riformisti Europei (ECR), che è stata accolta il 14 gennaio 2025.

## Risultati elettorali e Consiglieri in Consiglio Grande e Generale
| Elezione       | Voti  | %    | Seggi  |
| -------------- | ----- | ---- | ------ |
| Politiche 2019 | 1.112 | 6,19 | 4 / 60 |
| Politiche 2024 | 1.540 | 8,47 | 5 / 60 |